# Алфа и Омега 4
Алфа и Омега 4 е американски компютърно-анимационен филм от 2014 година на студио „Crest animation“. Премиерата му е на 7 октомври 2014 година.

## Сюжет
Малкият Рант се промъква в мистериозна пещера в Сенчестата гора, където открива Дария, сляпа вълчица отделена от глутницата си заради своята неспособност. Той е готов на всичко, за да ѝ помогне и се отправя на вълнуващо приключение.

## Героите
- Рант – по-малкият син на Кейт и Хъмфри.
- Дария – сляпа вълчица, която от много малка е нежелана в глутницата си.
- Флойд – бодливо свинче, което е приятел на Дария.
- Фрида и Фран – две злобни бодливи свинчета.
- Лайл и Линк – двама вълци близнаци.
- Главният вълк – лидерът на глутницата на Дария. Той е главният антагонист на филма.